# شاهد کلیدی (فیلم ۱۹۶۰)
شاهد کلیدی (انگلیسی: Key Witness) فیلمی سیاه و سفید در ژانر جنایی به کارگردانی فیل کارلسون است که در سال ۱۹۶۰ منتشر شد.

## بازیگران
- جفری هانتر در نقش فرد مارو
- پت کراولی در نقش ان مارو
- دنیس هاپر در نقش کاوبوی تامکینز
- جوبی بیکر در نقش ماگلز
- جانی نش در نقش اپل
- سوزان هریسون در نقش روبی
- فرانک سیلورا در کاراگاه تورنو
- هری لاوتر